# هاکی روی یخ در ارمنستان
هاکی روی یخ در ارمنستان (انگلیسی: Ice hockey in Armenia) توسط فدراسیون هاکی روی یخ ارمنستان اداره می‌شود.

## تاریخچه
لیگ هاکی ارمنستان در سال ۲۰۰۰ تأسیس شد. تیم‌های ملی تیم ملی هاکی روی یخ مردان ارمنستان و جوانان ارمنستان در جام جهانی هاکی روی یخ شرکت کرده‌اند. این کشور از ۲۲ سپتامبر ۱۹۹۹ عضو فدراسیون بین‌المللی هاکی روی یخ بوده است.